# حمله مغول به فلسطین

حملات ۱۲۶۰ مغول در شام. حملات موفقیت‌آمیز اولیه به حلب و دمشق منجر به حملات کوچکتر به اهداف فرعی مانند بعلبک، السبیبه و عجلون و همچنین حملاتی علیه دیگر شهرهای فلسطین، شاید از جمله بیت‌المقدس شد. احزاب مهاجم کوچکتر تا جنوب غزه (شهر) رسیدند.

حمله مغول به فلسطین (انگلیسی: Mongol raids into Palestine) در اواخر جنگ‌های صلیبی، به دنبال موفقیت موقت حمله مغول به شام، عمدتاً در سالهای ۱۲۶۰ و ۱۳۰۰ اتفاق افتاد. پس از هر یک از این تهاجمات، دوره ای چند ماهه وجود داشت که طی آن مغولان توانستند به سمت جنوب به فلسطین حمله کنند و تا غزه (شهر) رسیدند.
این حملات توسط بخش نسبتاً کوچکی از ارتش مغول انجام شد که به غارت، کشتار و تخریب پرداختند. با این حال، به نظر می‌رسد که مغول‌ها در هر دو مورد قصدی برای ادغام فلسطین در سیستم اداری مغول نداشته‌اند و چند ماه پس از تهاجمات سوریه، نیروهای مملوک از مصر بازگشتند و با مقاومت کمی منطقه را دوباره اشغال کردند.

## زمینه
جنگ صلیبی نهم که معمولاً از آن با نام واپسین جنگ صلیبی قرون وسطی و فراگیرتر از آن، سرزمین‌های مقدس یاد می‌شود، از تاریخ ۱۲۷۱ تا ۱۲۷۲ میلادی آغاز شد. با بسته شدن پیمان صلح با امیرنشین‌های بزرگ صلیبی، جنگ میان ممالیک و صلیبیان حدود ۱۴ سال متوقف شد. تا اینکه در سال ۱۲۸۵ جنگ بار دیگر در زمان منصور قلاوون آغاز شد و سرانجام در سال ۱۲۹۱، با بیرون راندن صلیبیان در زمان اشرف خلیل، پسر منصور و انقراض پادشاهی اورشلیم به پایان رسید.